# IC 1283
IC 1283 ist ein Emissionsnebel im Sternbild Sagittarius. Das Objekt wurde im Jahre 1892 von Edward Emerson Barnard entdeckt.